# I'm So Confused
I'm So Confused je sólové studiové album amerického hudebníka Jonathana Richmana. Vydáno bylo 20. října roku 1998 společností Vapor Records hudebníka Neila Younga. Jeho producentem byl Ric Ocasek. Deska byla nahrána ve studiu Electric Lady Studios. Píseň „Nineteen in Naples“ pojednává o cestě po Evropě, kterou tehdy devatenáctiletý (nineteen) Richman absolvoval roku 1970.

## Seznam skladeb
Autorem všech skladeb je Jonathan Richman.
| Pořadí | Název                                | Délka |
| ------ | ------------------------------------ | ----- |
| 1.     | When I Dance                         | 2:52  |
| 2.     | Nineteen in Naples                   | 2:59  |
| 3.     | I'm So Confused                      | 3:27  |
| 4.     | True Love Is Not Nice                | 3:10  |
| 5.     | Love Me Like I Love                  | 3:34  |
| 6.     | Hello from Cupid                     | 3:07  |
| 7.     | If She Don't Love Me                 | 2:30  |
| 8.     | The Lonely Little Thrift Store       | 2:52  |
| 9.     | Affection                            | 4:14  |
| 10.    | I Can Hear Her Fighting with Herself | 3:17  |
| 11.    | The Night Is Still Young             | 2:13  |
| 12.    | I Can't Find My Best Friend          | 2:55  |

## Obsazení
- Jonathan Richman – zpěv, kytara
- Tommy Larkins – bicí
- Darryl Jenifer – baskytara
- Edwin Bonilla – konga
- Steph Dickson – doprovodné vokály
- Keren DeBerg – doprovodné vokály